# Natación en los Juegos Suramericanos de 2014 - Relevos Mixtos 3 km Mixto
La prueba mixta aguas abiertas en Santiago 2014 se llevó a cabo el 17 de marzo de 2014 en la Laguna de Curauma, Región de Valparaíso. Participaron en la prueba 5 equipos con 3 nadadores cada uno, una dama y dos varones.

## Resultados
| Rank              | Equipo    | Integrantes                                         | Tiempo Total | Diferencia |
| ----------------- | --------- | --------------------------------------------------- | ------------ | ---------- |
| Medalla de oro    | Brasil    | Ana de Jesus Diogo Andrade Allan do Carmo           | 34:05.29     |            |
| Medalla de plata  | Ecuador   | Samantha Arévalo Esteban Enderica Santiago Enderica | 34:44.24     | +0:38.95   |
| Medalla de bronce | Chile     | Kristel Köbrich Miguel Tapia Vicente Vidal          | 34:54.93     | +0:39.66   |
| 4                 | Venezuela | Liliana Hernández Luis Bolaños Diego Vera           | 35:04.70     | +0:59.41   |
| 5                 | Argentina | Cecilia Biagioli Guillermo Bertola Martín Carrizo   | 36:08.81     | +2:03.52   |